# Куледж
Куле́дж (перс. کولج‎) — село на севере Ирана, в остане Альборз. Входит в состав шахрестана Талекан. Является частью дехестана (сельского округа) Миан-Талекан бахша Меркези.

## География
Село находится в северо-западной части Альборза, в горной местности южного Эльбурса, на расстоянии приблизительно 36 километров к северо-северо-западу (NNW) от Кереджа, административного центра провинции. Абсолютная высота — 1803 метра над уровнем моря.

## Население
По данным переписи 2006 года население села составляло 440 человек (210 мужчин и 230 женщин). В Куледже насчитывалось 140 семей. Уровень грамотности населения составлял 88,41 %. Уровень грамотности среди мужчин составлял 89,05 %, среди женщин — 87,83 %.